# سهام بنشقرون
سهام بنشقرون هي كاتبة، وروائية، وشاعرة مغربية. ولدت في مدينة فاس وحصلت على شهادة البكالوريوس من الشعبة العلمية من مدرسة فاس المختلطة ثم درست الطب في المغرب، بمدينة الرباط ثم الدار البيضاء.
تعد بنشقرون رائدة في الصحافة الطبية، حيث أسست عام 1992 أول فريق صحفي متخصص في مجال الصحة بالمغرب وعملت فيها كمحررة ومديرة نشر. في البداية، قامت بنشكرون بتحرير مجلة علمية موجهة للعاملين بالطب، بعنوان «أمل طبي» "Espérence Médicale"، بالإضافة إلى أخرى موجهة للعاملين بالصيدلة، وطب الأسنان، والتمريض، وقد تخلت عن تلك المجموعة عام 2008.
كطبيبة، تخصصت بنشكرون في العلاجات السلوكية المعرفية والنفسية الجسدية (التنويم المغناطيسي وعلم الاسترخاء) وناقشت رسالة حول السيطرة على الاضطرابات الجنسية الأنثوية التقليدية.
تعد رواية «أن أحيا» "Oser vivre" هي بداية انطلاقها في عالم الكتابة حيث أصبحت من أكثر الكتب مبيعاً وصدرت منها عشرات الطبعات. كما تتم دراستها في العديد من المدارس والجامعات (المعهد العالي للإدارة بالدار البيضاء وكليات الآداب في كل من فاس والدار البيضاء والقنيطرة) كما أدرجت الرواية بالمناهج الدراسية المتحدثة بالفرنسية والعربية ونتجت عنها العديد من الأعمال الأكاديمية.
وأصدرت بنشقرون عام 2000 ديواناً شعرياً بعنوان «إليك» "À toi" ثم مجموعة قصصية بعنوان "Les jours d'ici" عام 2003 وتمت ترجمتهما إلى العربية. وتحمل الترجمة العربية من مجموعتها القصصية اسم «بين الناس».
في أكتوبر 2008، أصدرت بنشقرون روايتها الثانية «شامة» "Chama" وهي عمل فكري يعكس نفسية رجل الماضي إذ يناقش العلاقات، والحب، والغيرة، واكتشاف الآخر.
وقد واصلت مسارها في تلك الموضوعات بإصدار مجموعة قصصية بعنوان «خفق القلب» "Amoureuses" عام 2012 والذي حاز على جائزة الأطلس الكبير عن فئة اختيار الطلاب في العام ذاته. ويتناول الكتاب المشاعر العاطفية بمختلف جوانبها لدى المرأة.
كما وجهت بنشقرون اهتمامها إلى الحفاظ على التراث الشفهي حيث أصدرت عام 2013 "حكايات تطوان" "Contes de Tétouan”، وهو ديوان يجمع قصص شعبية قديمة وشفهية من جنوب المغرب مترجمة إلى اللغة الفرنسية.
على مستوى الجمعيات شغلت بنشقرون منصب مديرة الجمعية المغربية لمحاربة السرطان، وكاتبة عامة للجمعية المغربية لدراسة الألم، ورئيسة لجنة الصحة بالجمعية المغربية لمحاربة الرشوة والفساد (تراسنبالاشي المغرب)، ورئيسة جمعية القمصان البيضاء من أجل فلسطين، ومستشارة متطوعة لتحسين ظروف العيش النفسية العاطفية للأطفال المحرومين من عائلات وتقديم الدعم النفسي للحاضنات وللآباء والأمهات بالتبني (ملجأ مهد البراء في تطوان)، ومعالجة نفسية بإحدى الجمعيات النسائية لمحاربة الأمية وأخرى لمحاربة العنف ضد المرأة.

## أعمالها
- "Oser Vivre"، رواية، الدار البيضاء، دار إديف للنشر، 1999، 272 صفحة. دار أمبرينت للنشر، 2004، 288 صفحة. النسخة العربية «أن أحيا»، دار أمبرينت للنشر، 2002، ترجمة عبد الهادي إدريسي، 288 صفحة.
- "À toi"، قصائد (نسخة ثنائية اللغة)، الدار البيضاء، دار أمبرينت للنشر، 2003، 178 صفحة، إصدار مشترك للنسخة العربية «إليك»، ترجمة صلاح الدين العودي.
- «أيام من هنا» "Les jours d'ici"، مجموعة قصصية، الدار البيضاء، دار أمبرينت للنشر، 2003، 178 صفحة. النسخة العربية «بين الناس»، دار أمبرينت للنشر، 2006، ترجمة عبد الهادي إدريسي، 120 صفحة.
- "Le récit féminin au Maroc" «السرد النسائي في المغرب»، عمل مشترك، رين، دار الصحافة الجامعية، 2005.
- «شامة» "Chama"، رواية، دار أمبرينت للنشر، 2008، 134 صفحة.
- «خفق القلب» "Amoureuses"، مجموعة قصصية، دار أمبرينت للنشر، 2012، 178 صفحة.
- "حكايات تطوان" "Contes de Tétouan”، مجموعة حكايات شعبية من التراث الشفهي المغربي مترجمة إلى الفرنسية، الأرض الحمراء، 2013، 142 صفحة.

## وصلات خارجية
- ضبط استنادي
- ملف استنادي دولي افتراضي
- المكتية الوطنية الفرنسية (بيانات)
- نظام التوثيق الدولي